# Eufrosina Ducena
Eufrosina Ducena Camaterina, en grec medieval Ευφροσύνη Δούκαινα Καματερίνα, nascuda cap a l'any 1155 i morta el 1211, va ser una emperadriu consort de l'emperador romà d'Orient Aleix III Àngel.
Eufrosina era filla d'un alt oficial romà d'Orient, Drungari de la guàrdia (cap de la guàrdia personal) i sebast (títol honorífic que indicava la proximitat amb l'emperador), Andrònic Camater i d'una dona de la família dels Cantacuzens. Va ser mare d'Anna, Eudòxia i Irene Àngel.
Es va casar amb Aleix Àngel, germà de l'emperador Isaac II Àngel cap al 1169 i es va convertir en emperadriu quan el seu marit es va rebel·lar contra el seu germà i va prendre el poder el 1195. Acusada d'adulteri, va ser desterrada a un convent el 1196, però quasi immediatament se la va fer retornar a la cort.
L'any 1203, es va quedar a Constantinoble quan el seu marit va ser derrocat del tron per la Quarta Croada i Aleix IV Àngel. Va ser feta presonera, però va aconseguir fugir el 1204 amb l'emperador Aleix V Ducas, marit de la seva filla Eudòxia. Refugiada a Mosinòpolis, a la província de Ròdope, va ser capturada i retornada a Constantinoble per Bonifaci I de Montferrat. Va ser rescatada per Miquel I Comnè Ducas cap al 1209, va morir a Arta poc temps després.